# Empoasca incoata
Empoasca incoata är en insektsart som beskrevs av Ross 1959. Empoasca incoata ingår i släktet Empoasca och familjen dvärgstritar. Inga underarter finns listade i Catalogue of Life.